# Albert de Seguin de Reyniès
Pour les articles homonymes, voir Reyniès (homonymie).
Albert Ferdinand Marie Jean de Seguin de Reyniès, né le 24 août 1900 à Arry en Lorraine annexée et probablement mort à Grenoble le 6 mai 1944, est un militaire et résistant, lieutenant-colonel commandant le 6e bataillon de chasseurs alpins. Il a été nommé chevalier de la Légion d’honneur, décoré de la Croix de guerre 1939-1945 et de la Rosette de la Résistance (à titre posthume). Son corps n’ayant jamais été retrouvé, une plaque lui est consacrée à la nécropole de Saint-Nizier-du-Moucherotte dans le Vercors (Isère) ainsi qu'à l'Hôtel des troupes de montagne, place de Verdun à Grenoble.

## Enfance et engagement militaire
À la naissance d'Albert, son père, Antoine de Reyniès, est lieutenant au 6e BCA (Bataillon de Chasseurs alpins) en garnison à Nice. La vie familiale des Reyniès évolue au gré de la carrière militaire du père. Albert et sa sœur passent donc les premières années de leur vie à Nice, la famille s'installe ensuite à Embrun puis à Grenoble à l’été 1907. Antoine de Reyniès part au Maroc en 1912, Marguerite reste seule avec ses deux enfants pendant huit ans. Il revient du Maroc avec le 6e BCA, pour être engagés sur le front de la Grande Guerre. Alors que la guerre fait rage depuis moins de deux mois, Albert entre à l’internat jésuite Notre-Dame-de-Mongré à Villefranche-sur-Saône. 
La carrière militaire lui apparaît comme une évidence, comme pour ceux qui l'entourent. Il s'y prépare dès l'année scolaire 1916-1917, lorsqu'il passe la première partie du baccalauréat. Il intègre l'école Sainte-Geneviève à Versailles en 1917, réputée pour sa classe préparatoire au concours d'entrée à l'École spéciale militaire de Saint-Cyr. Lorsqu'il passe le concours en mars 1918, il est admis 66e sur 179 et devient militaire en pleine guerre. Pendant la guerre la formation des officiers est adaptée aux circonstances : les lauréats du concours d’entrée à Saint-Cyr doivent s’engager « pour la durée de la guerre » au 169e régiment d’infanterie, dont le dépôt se trouve à Montargis. Albert est donc considéré comme un engagé volontaire puisqu’il arrive au régiment le 12 mai 1918 alors que sa classe est recensée en août et ne sera réellement incorporée qu’en 1920. Il part pour Saint-Cyr pour cinq mois d’instruction accélérée à l’issue de laquelle il est caporal. À sa sortie de stage, il rejoint le 14e bataillon de chasseurs à pied. Sergent depuis mai 1919, Albert reste quelques mois en Rhénanie avec les troupes envoyées en occupation pour garantir l’obéissance de l’Allemagne après l’armistice. 
En novembre 1919, le sergent de Reyniès quitte le bataillon pour recevoir un complément de formation à Saint-Cyr. Mais ce n’est qu’en mars 1920 que commencent les cours de la promotion 1918-1920 dite « de la Victoire ». Il sort second d’une promotion de 166 et, en septembre 1920, devient sous-lieutenant au 5e bataillon de chasseurs à pied. Dès le début de 1921, affecté au 7e BCA, il part en Haute-Silésie. Il retourne au 5e bataillon de chasseurs à Trèves (Allemagne). 
En 1923, il part au Maroc avec le 66e régiment de tirailleurs marocains où les troupes françaises sont chargées d’assurer la stabilité du pays dans le cadre du protectorat liant le souverain Moulay Youssef à la France. Il revient du Maroc titulaire d’une citation et décoré de la croix de guerre des théâtres d’opérations extérieures avec étoile de bronze et de la médaille coloniale avec agrafe « Maroc ». 
Après son mariage avec Henriette de Parisot de Durand de la Boisse en 1925, le couple s’installe à Annecy. Deux mois après, Albert par en renfort au Maroc avec le 27e BCA. Le lieutenant de Reyniès rentre en France début novembre. Les quatre années suivantes sont rythmées par les naissances de trois enfants. 
Albert de Seguin de Reyniès intègre l’École de guerre le 2 novembre 1929 et réalise des stages au sein des différentes composantes de l’Armée de terre. Il passe ensuite un brevet d’observateur aérien. Après le stage suivent deux ans de formation à l’École militaire à Paris. À la même époque, la famille s’agrandit avec l’arrivée d’un quatrième enfant. En rappel de son second séjour marocain, le 20 janvier 1930, il reçoit la médaille de la Paix du Maroc, accordée par l’Espagne à ceux qui ont participé à la guerre du Rif entre 1925 et 1927.
À la sortie de l’École de guerre, de Reyniès est un officier « breveté », ce qui lui permet d’atteindre des postes de haut niveau. Il commence par un stage de service à l’état-major du général Dosse, gouverneur militaire de Lyon et commandant de la 14e région militaire. Durant deux ans il œuvre au sein du bureau de la mobilisation, service de la réquisition hippomobile. Henriette met au monde leur cinquième enfant et de Reyniès est promu au grade de capitaine. À la fin de l’année 1934, les brillants états de services et les actions de guerre du capitaine sont récompensés par une nomination à titre exceptionnel au grade de chevalier de la Légion d’honneur. L’année 1934 est aussi marquée par la naissance de leur sixième enfant. En 1936, la famille retourne à Annecy où, durant deux ans, Albert dirige la 2e compagnie du 27e BCA. Dans sa compagnie sert un jeune saint-cyrien, Théodose Morel, le futur Tom Morel du maquis des Glières. Le septième enfant du couple nait en 1937.
En 1938, alors que l’Allemagne nazie menace de plus en plus l’Europe, notamment avec l’annexion de l’Autriche et de la Pologne, le capitaine retourne à l’état-major de la 14e région et du gouvernement militaire.

## La Seconde Guerre mondiale

### De 1939 à 1942
À la suite de la déclaration de guerre du 3 septembre 1939, de Reyniès est affecté à l’état-major de la 6e, au 3e bureau. Chargé des opérations, il a pour mission de décliner les manœuvres voulues par le commandement en ordres exécutables par les unités. Moins de deux mois plus tard, il rejoint le général Besson auquel a été confié le 3e groupe d’armée qui défend la frontière avec l’Allemagne, de Colmar au Jura. C’est au sein de ce groupe que de Reyniès passe la période de la « drôle de guerre ». Le général Besson cite le capitaine à l’ordre du corps d’armée le 27 juin 1940 avec le motif suivant « […] Au cours de la bataille de France, du 20 mai au 24 juin 1940, a effectué de nombreuses missions auprès des unités en ligne, rapportant toujours les renseignements les plus complets. S’est distingué notamment pendant les combats sur l’Ourcq et la Marne, faisant preuve d’un beau sang-froid sous les bombardements aériens. » Cette citation lui donne droit au port de la croix de guerre. 
L’armistice est signé le 22 juin 1940. De Reyniès est promu au grade de chef de bataillon et est muté auprès du général commandant de la 17e région militaire. Cette région, créée le 25 juin 1940, fait partie des nouvelles régions militaires des zones non occupées par l’armée allemande. Dès le 19 septembre, Albert doit se rendre à Vichy pour prendre de nouvelles consignes. Entre-temps, il a exercé les fonctions de chef du 2e bureau, quittant le domaine des opérations pour celui des renseignements.
Albert est placé auprès du chef d’état-major de la commission de Wiesbaden, qui doit régler l’application de l’armistice entre la France et l’Allemagne, avec la faculté de le remplacer si nécessaire. Reyniès, dont le nom est simplifié en « chef de bataillon Seguin », fait partie de la sous-commission Heer (armée de terre). Pendant un an et demi, Seguin subit l’arrogance de l’ennemi, qui ne manque pas d’affirmer sa supériorité sur les représentants français.

### De 1942 à 1944

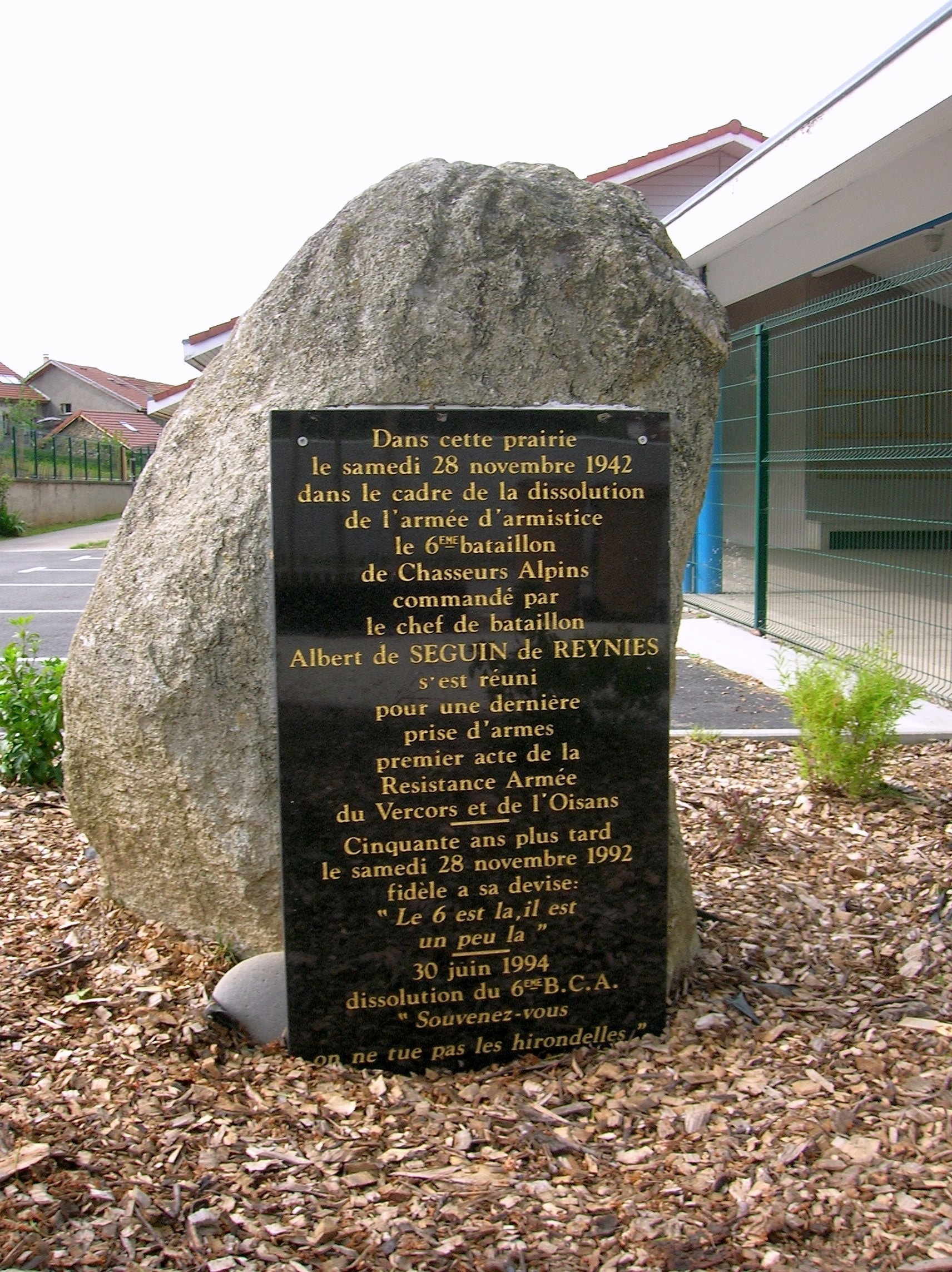
Mémorial à la hauteur de l'école du Barlatier, à Brié-et-Angonnes.

En 1942, il prend le commandement du 6e bataillon de chasseurs alpins dans l’armée d’armistice, à Grenoble. L’armée d’armistice est déconsidérée à la suite de la défaite et sous-équipée, le nouveau chef de bataillon met alors l’accent sur l’instruction et la formation morale de ses cadres, sans négliger l’aguerrissement physique, pour faire des chasseurs de vrais montagnards. Dans le même temps, il poursuit le travail de son prédécesseur, le commandant Segonne : soustraire le plus possible de matériel des comptabilités allemandes afin de constituer les stocks nécessaires à la reprise future du combat. Dès l’été 1940 se met en place la « conservation » puis le « camouflage » du matériel (CDM) : caches d’armes ou maquillage de véhicules militaires, tous les moyens sont bons pour mettre de côté l’équipement de l’armée de la revanche. 
S’il s’acharne à préparer son bataillon à reprendre le combat contre les Allemands, les positions personnelles d’Albert concernant l’ensemble du régime de Vichy et la relation au maréchal Pétain ne sont pas connues. Il fait partie de ces générations d’officiers qui considèrent ne pas avoir à intervenir dans le domaine politique ; les militaires n’ont d’ailleurs pas le droit de vote, et ils ne l’obtiendront qu’après les femmes. Tant que la France a une armée, il s’emploie à son niveau à ce qu’elle soit la plus efficace possible, mais sans être dupe de l’impasse dans laquelle s’est engagé le nouveau régime en traitant avec l’Allemagne.
Le 8 novembre 1942, les forces anglo-américaines débarquent en Afrique du Nord, alors sous la souveraineté de l’État français. L’arrivée des troupes étrangères est considérée comme une invasion. Hitler considère que le traité d’armistice est rompu et envahit la zone sud le 11 novembre 1942. En Isère, le général André Laffargue a préparé de longue date des plans pour le cas où la ligne de démarcation serait violée par les Allemands. La défense du verrou de Voreppe revient au 6e BCA. À peine l’ordre de prendre les positions de résistance est esquissé que le général Laffargue doit annuler : officiellement, les troupes ne font que passer pour aider à la sécurisation des rives de la Méditerranée, en accord avec le gouvernement français. Le 27 novembre, les garnisons de Lyon et de Vienne sont désarmées par les troupes allemandes. Le général Laffargue fait valoir aux chefs de corps que cette action constitue une violation de l’armistice, que la France et l’Allemagne sont donc de nouveau en guerre et que se laisser désarmer équivaudrait à capituler : il propose l’Oisans comme lieu de retraite où les troupes pourraient résister. De Reyniès emmène aussitôt son bataillon prendre la position qui lui est assignée à Brié-et-Angonnes, sur la route de Grenoble à Vizille. Un bras de fer s’engage entre Vichy et Laffargue : ses supérieurs lui enjoignent de faire rentrer les troupes, ce qu’il refuse. Puis, par ordre du gouvernement, les unités sont dissoutes. Le général Laffargue se résout à céder.
Le 6e BCA se disperse dans une prairie de Brié-et-Angonnes. Décidé à ne pas laisser disparaître le bataillon sur un échec, de Reyniès incite les officiers, sous-officiers et chasseurs à rester en contact. Pour certains, cet instant est un pivot qui détermine leur entrée future dans la Résistance. Toujours actif, le commandant de Reyniès prend des mesures concrètes. En accord avec le général Laffargue, il cache, grâce au CDM, le plus de matériel possible, ne livrant que le minimum au dépôt officiel. Les stocks alors constitués serviront directement à armer le maquis. 
L’armée d’armistice n’existe plus, une seule voie subsiste pour délivrer le sol national : la clandestinité. Dans un premier temps, Albert cherche à maintenir la cohésion de son bataillon. En parallèle, il occupe un emploi à Saint-Laurent-du-Pont dans l’administration des Eaux et forêts. En mars 1943, il reçoit une affectation au centre démobilisateur de Pont-de-Claix. L’activité souterraine de de Reyniès prend de l’ampleur : le général Laffargue, poussé par le commandant Marcel Descour, chef de l’ORA (Organisation de résistance de l’armée) pour la région de Lyon, lui confie la tête de l’organisation au sein du département. Il accepte avec gravité, mais sans enthousiasme : ce poste l’éloignera du bataillon qu’il veut constituer et le conduira à multiplier les déplacements et les contacts. Les routes de l’abbé Pierre et du commandant de Reyniès, se rejoignent alors autour de la question des jeunes réfractaires au STO (Service du travail obligatoire) et du « maquis Palace ». 
L’action de de Reyniès, « Renaud », qui prendra ensuite le pseudonyme de « Roland », est rendue possible par les subsides de l’ORA. À la fin de l’année 1943, l’ORA et l’AS (Armée secrète) fusionnent à la suite de la « Saint-Barthélemy grenobloise ». Le chef départemental de l’AS, Albert Reynier, « Vauban », en a réchappé, mais est toujours menacé et cherche un successeur. En décembre 1943, Roland accepte d’endosser cette nouvelle responsabilité : ORA et AS fusionnent de fait. Vauban confie à son prédécesseur le secteur Grésivaudan-Belledonne. 

### Le Vercors
Le Vercors occupe une place à part entière au sein des différents maquis (Belledonne, Oisans, Chartreuse). Des huit secteurs organisant le territoire, il est le seul à relever directement de l’état-major national, car le « Plan Montagnards » en fait une sorte de base avancée d’où les troupes allemandes pourront être prises à revers le jour où le débarquement aura lieu en Provence. Une exception cependant : dans le hameau de Malleval, jusqu’à une centaine d’hommes relèvent de Roland. Le groupe devait être la base de la future renaissance du 6e BCA. Roland s’est entouré d’un chef d’état-major, le capitaine Lecoanet dit « Lecompte » et d’un adjoint « opérations », le capitaine de l’armée de l’air Hirschauer. Pour mener à bien ce projet, de Reyniès juge nécessaire de rester à Grenoble malgré le danger. Le général Laffargue quitte l’hôtel de la division début 1944 et encourage Reyniès à en faire autant. Il refuse de s’éloigner, mais décide de mettre sa famille à l’abri à l’Étoile, à une dizaine de kilomètres au sud de Valence. Tenant finalement compte des nombreuses atteintes portées aux résistants il s’installe à Seyssins, entre Grenoble et le Vercors. 
Le 25 janvier 1944 à Méaudre, Roland participe à la réunion dite Monaco où il représente l’Armée secrète. Un nouveau Comité départemental de libération nationale (CDLN) est créé et ses modes de fonctionnement sont alors définis.
Le maquis de Malleval est attaqué le 29 janvier 1944 par les Allemands qui traquent les insurgés dans les moindres recoins, allant jusqu’à fusiller des civils et incendier des bâtiments. Une quarantaine de victimes, tuées ou déportées, est déplorée. Six mois avant la grande offensive du Vercors, l’armée nazie fait la démonstration de ses méthodes et de son acharnement sur les populations suspectées d’aider les résistants. C’est un coup très dur pour Albert ; il perd en effet de nombreux hommes dont il avait la responsabilité et fait face à l’échec de la recréation du bataillon.

### De l’AS aux Forces françaises de l’intérieur (FFI)
Après la dispersion de Malleval, Roland continue d’animer les différents maquis du département, se déplaçant souvent avec son petit état-major. Il reçoit également de nombreux correspondants au sein de l’hôtel de la Division à Grenoble. Il parvient ainsi à mettre en place un réel maillage du territoire en structurant les relations entre les secteurs sans nier la part d’indépendance de chacun ; il réalise au niveau local les unions obtenues au niveau national. Il s’emploie à leur procurer des armes et à améliorer leur formation militaire. Le CDLN lui confie en février 1944 la tête de toutes les forces combattantes du département, sous le nom de Forces françaises de l’intérieur (FFI), selon le concept créé par le Comité français de libération nationale à Alger. Roland devient alors « Sylvain ».
Sylvain poursuit cependant l’action engagée sous le nom de Roland : il garde toujours un œil attentif sur la reformation future du 6e BCA et envoie le capitaine Tanant, « Laroche », préparer la réinstallation au milieu du Vercors du noyau réchappé de Malleval. 
L’organisation du département se poursuit, ainsi que la liaison avec le CDLN. Il s’agit de préparer les maquisards jusqu’à ce qu’ils soient prêts pour un combat d’ampleur, en synchronisation avec le débarquement de Provence. Il faut en même temps composer avec le désir d’action immédiate et les stratégies de harcèlement préconisées par différentes tendances de la Résistance.
Devant le danger Sylvain quitte Seyssins et se fait héberger chez un ami à Grenoble. Il poursuit sa tâche, qui le mène le 2 mai 1944 dans le massif de Belledonne à la rencontre de la compagnie Stéphane. Le 5 mai, il décline aux différents secteurs les directives reçues d’Alger.

### La dénonciation
Le 6 mai 1944, le chef de bataillon Albert de Seguin de Reyniès quitte le domicile de la famille Regard qui l’hébergeait pour aller chercher son courrier à l’hôtel de la Division. Ses visites régulières place Verdun ont été signalées par Tyrolle, un ancien du 6e BCA devenu milicien, qui conduit la filature de Reyniès. À 9h30, Albert retrouve le capitaine Hirschauer au Jardin de ville, puis se rend à son ancienne adresse. C’est en ressortant par le côté que longe la rue de Beylié qu’il est appréhendé par les hommes de la Sipo-SD. Il est mené au siège de l’organisation, dans l’hôtel Gambetta. De cette arrestation d’abord rien ne filtre. Hirschauer est le premier à s’en inquiéter, car ils devaient se retrouver à midi. Au fur et à mesure des rendez-vous manqués, l’ensemble de son réseau et de sa famille s’inquiète de plus en plus.
Mais devant l’évidence de la disparition, des mesures urgentes s’imposent : le département ne peut se passer d’un chef, aussi le 14 mai le capitaine Alain le Ray, « Bastide », premier chef militaire du Vercors, est appelé à la tête des FFI. Dans le Vercors, le noyau du futur 6e bataillon est rattaché à l’ensemble des maquis du massif. Sous la conduite de Abel Chabal (nommé à la tête du groupe lorsque de Reyniès prend ses fonctions aux FFI), les chasseurs auront une conduite exemplaire lors de l’assaut du plateau, causant d’importantes pertes aux Allemands, jusqu’aux terribles combats de Valchevrière. Ils ont lutté sous les écussons du 6e BCA grâce à la recréation officialisée peu avant par le commandant militaire du maquis.
Quatre mois s’écoulent, au cours desquels les hommes entraînés grâce à l’organisation mise en place par de Reyniès combattent et au terme desquels les Alliés arrivent à Grenoble. En juin, Henriette tente une démarche auprès de la prison de Montluc à Lyon, sans succès. Au début du mois d’août, le délateur est exécuté par la Résistance. La libération de Grenoble, le 22 août, permet de lever une part du mystère : des rapports de l’interrogatoire d’Albert sont retrouvés dans les archives de la Sipo SD. Les rapports révèlent qu’Albert n’a livré aucune information utile à l’ennemi, malgré un interrogatoire de plus de cinq heures. Dans une première phase d’entretien, le commandant s’en tient à des données biographiques, il met l’accent sur sa participation à la Grande Guerre et ses séjours en Allemagne. Il reconnait avoir commandé le 6e BCA. Les interrogateurs s’intéressent ensuite à sa dernière nuit, si les rapports diffèrent dans la formulation ils révèlent tous que de Reyniès a refusé de répondre. À la fin des rapports se trouve la réponse à quatre mois d’angoisse : « Vers 24 heures, un employé de la prison annonçait qu’il l’avait trouvé mort dans la cellule ». Son corps n’a jamais été retrouvé.

## Distinctions

### Décorations
- Chevalier de la Légion d'honneur (1934)[4]
- Croix de guerre 1939–1945
- Croix de guerre des Théâtres d'opérations extérieurs avec étoile de bronze
- Médaille de la Résistance française avec rosette à titre posthume (24 avril 1946)[5]
- Médaille coloniale avec agrafe « Maroc »
- Médaille de la Paix du Maroc (Espagne) (1930)

### Reconnaissance
- "Mort pour la France"[4]
- Homologation résistant, chef de Bataillon des Forces françaises de l’intérieur, lieutenant-colonel à titre posthume[4].

### Hommages
- La caserne Bayard, dite aussi caserne des Chasseurs à Grenoble, change de nom pour devenir le « quartier de Reyniès ». C’est ici que le 6e bataillon reformé tient garnison jusqu’au déménagement à Varces. En 1979, le nouveau quartier reprend le nom de l’ancien. La stèle située le quartier de Reyniès de Varces est toujours l’objet d’une cérémonie annuelle menée par les anciens du 6e BCA.
- Le stade « commandant de Reyniès » à l’École militaire de Paris est inauguré en juillet 1945
- Une plaque commémorative est scellée sur le mur de l’hôtel de la Division devenu hôtel des Troupes de montagne, à l’endroit où Albert de Seguin de Reyniès est arrêté.

Après la libération du territoire commence un vaste chantier administratif visant à reconnaitre officiellement les fonctions tenues en France dans la clandestinité. Le dossier de de Reyniès est étudié pour aboutir à la conclusion qu’il a exercé un commandement du niveau d’un lieutenant-colonel. Le 21 novembre 1945, ce grade lui est accordé à titre posthume.
À défaut de sépulture, des cénotaphes et plaques permettent de rappeler la mémoire du lieutenant-colonel en des lieux éminemment symboliques :
- À Saint-Nizier-de-Moucherotte, la nécropole abrite la tombe n°88 qui porte son nom, près des chasseurs du 6e BCA tombés lors de l’attaque du Vercors.
- À Arry, sa commune de naissance, il paraît sur le monument aux morts, à la suite des victimes des guerres de 1870 et 1914.
- Dans le village de Reyniès, il est présent sur le monument aux morts, une rue porte son nom et une plaque in memoriam l’associe dans la chapelle du château à ses aïeux, son grand-père et son père.